# Mutuum
Das mutuum (lateinisch Darlehen) war ein Realvertrag des römischen Rechts zur Übereignung einer Geldsumme.

## Beschreibung
Das mutuum bestand in einem Darlehensvertrag, bei dem der Gläubiger (creditor, mutuo dans) dem Schuldner (debitor, mutuo accipiens) Geld oder vertretbare Sachen (res fungibiles) übereignete, wobei der Schuldner sich verpflichtete, am Fälligkeitstag gleiche Art und Güte zurückzugeben. Das mutuum im römischen Recht war unentgeltlich, weshalb Zinsen gesondert durch Stipulation zu vereinbaren waren. Meist handelte es sich um Gefälligkeitsdarlehen unter Freunden, aber auch zur Vermehrung des Ansehens, zur Schaffung von Abhängigkeiten oder in Erwartung einer Gegenleistung (Remuneration). Derartige Darlehen gewährte der Römer auch seiner Klientel.

## Herkunft und Entwicklung
Für das Gelddarlehen besaß das altrömische Recht ein Formgeschäft, bei dem die Darlehensverbindlichkeit als eine Geldschuld (lateinisch aes et libram) begründet wurde (sog. nexum). Daneben trat das formfreie mutuum. Das mutuum gehört zum ius gentium, den Peregrinen zugänglichen Vertragsformen. Die Etymologie des Wortes ist unklar: Die Römer leiteten mutuum von „dass aus meinem dein wird“ (lateinisch ex meo tuum fit). Heute geht man hingegen vom Ursprung „bewegen, verändern“ (lateinisch movere, mutare) aus:

„Schon in frühester Zeit müssen mit (…) befreundeten Völkern Verträge über Verkehr und Rechtsfolge abgeschlossen und die Grundlage des internationalen Privatrechts (ius gentium) geworden sein, das sich in Rom allmählich neben dem Landrecht entwickelt hat. Eine Spur dieser Rechtsbildung ist das merkwürdige mutuum, der „Wandel“ (von mutare; wie dividuus); eine Form des Darlehens, die nicht wie das Nexum auf einer ausdrücklich vor Zeugen abgegebenen bindenden Erklärung des Schuldners, sondern auf dem bloßen Übergang des Geldes aus einer Hand in die andere beruht und die so offenbar dem Verkehr mit Fremden entsprungen ist wie das Nexum dem einheimischen Geschäftsverkehr. Es ist darum charakteristisch, dass das Wort als μοίτον im sizilischen Griechisch wiederkehrt; womit zu verbinden ist das Wiedererscheinen des lateinischen carcer in dem sizilischen κάρκαρον. Da es sprachlich feststeht, dass beide Wörter ursprünglich latinisch sind, so wird ihr Vorkommen in dem sizilischen Lokaldialekt ein wichtiges Zeugnis für den häufigen Verkehr der latinischen Schiffer auf der Insel, welcher sie veranlasste, dort Geld zu borgen und der Schuldhaft, die ja überall in den älteren Rechten die Folge des nicht bezahlten Darlehens ist, sich zu unterwerfen.“

## Dogmatik
Das mutuum kam durch die Übereignung einer nach Zahl, Maß und Gewicht bestimmbaren Sache zustande. Zumeist handelte es sich um eine Geldsumme, deren Hingabe zur Rückzahlungsverpflichtung in gleicher Höhe führte. Die Rückleistungspflicht war gattungsmäßig bestimmt (lateinisch tantundem eiusdem generis).
Das mutuum war ein Realkontrakt, der die Hingabe des Gegenstands erforderte. Etwaige vorangegangene Vereinbarungen ergaben keinen Verbalvertrag, waren als nuda pacta rechtlich unverbindlich. Der Gläubiger konnte die Darlehensrückzahlung mit der actio certae creditae pecuniae verfolgen. Eine formlose Vereinbarung darüber, dass für das Darlehen Zinsen gezahlt werden sollten, begründete seinerseits keine Verbindlichkeit. Als Hauptabrede hätte sie einen nicht anerkannten Vertragstypus geschaffen, als Nebenabrede war sie bei einem iudicium stricti iuris unbeachtlich. Der Übergabe lag regelmäßig eine Zweckvereinbarung (lateinisch causa credendi) zugrunde, durch die allein sich das Geschäft von der Leihe oder anderen Rechtsgeschäften unterschied.
In der römischen Rechtsordnung gab es eine Zurückhaltung gegenüber Einbeziehung Dritter in Rechtsgeschäfte (lateinisch quod ex meo tuum fit). Es wurde die Obligation als ein persönliches Rechtsband (lateinisch vinculum iuris) bezeichnet. Es gab im Grundsatz keine direkte Stellvertretung in Rom, aber andere Konstruktionen, um dieselben Zwecke zu erreichen. Deswegen gab es im römischen Recht Ausnahmen, die das rechtsgeschäftliche Handeln einer Person mit Wirkung für eine andere Person ermöglichten: Neben den adjektizischen Klagen gab es den Darlehensvertrag beziehungsweise dessen Auszahlung in fremdem Namen.

## Mittelalter und Neuzeit
Das Darlehen ist noch in manchen Kodifikationen als Realkontrakt ausgestaltet worden (vgl. z. B.  § 983 ABGB idF bis BGBl. I Nr. 28/2010; § 607 BGB a.F.); anders Art. 312 ff. OR). Das österreichische ABGB verstand bis 2010 das Darlehen als Realvertrag und die Zusage, demnächst ein Darlehen zu geben als „Vorvertrag“, § 936 ABGB). Der Gesetzgeber des deutschen BGB hatte bei Leihe (§ 598 BGB) und Verwahrung (§ 688 BGB) eine neutrale Formulierung verwendet. Die Frage nach der Rechtsnatur dieser Verträge sollte der Wissenschaft überlassen bleiben. Früher nahm man überwiegend an, dass alle drei Verträge Realkontrakte seien. Heute handelt es sich beim Darlehensvertrag des BGB nach der Schuldrechtsreform um einen Konsensualvertrag, der durch zwei übereinstimmende Willenserklärungen zustande kommt (§§ 488 I, 607 I BGB).  Die Regelung geht nicht mehr von der Unentgeltlichkeit des Darlehens aus. Sie legt vielmehr die heutigen Realitäten zugrunde, wonach ein Darlehen in aller Regel entgeltlich ist. Die Regelungen sind dispositiv, so dass auch unentgeltliche Darlehen zulässig sind. Es ergibt sich aus der Rückerstattungspflicht, dass das Darlehen an den Darlehensnehmer valutiert worden sein muss, da der Darlehensnehmer nicht zu einer Rückerstattung eines Geldbetrags, den er gar nicht erhalten oder in anderer Weise in Anspruch genommen hat, verpflichtet werden kann.